# Stephen Alimenda
Stephen Alimenda (Kwekwe, 5 ottobre 1988) è un ex calciatore zimbabwese, di ruolo difensore o centrocampista.